# Incidente dell'Antonov An-26 di Aerogaviota del 2017
Il 29 aprile 2017, un Antonov An-26 di Aerogaviota è precipitato a nord-est della città di San Cristobal nella catena montuosa Loma de la Pimienta, nella zona vicina a Las Terrazas, a Cuba, provocando la morte di tutte le 8 persone a bordo. L'aereo era partito dall'aeroporto di Baracoa e al momento dell'incidente non c'erano condizioni meteorologiche avverse.

## L'incidente
L'aereo stava operando un volo militare di addestramento dall'aeroporto di Playa Baracoa, a L'Avana, per conto delle Fuerzas Armadas Revolucionarias de Cuba. Si è schiantato sulla montagna Loma de la Pimienta, vicino a Candelaria, nella provincia di Artemisa. Inizialmente segnalato come volo civile con 39 persone a bordo, i funzionari cubani hanno poi confermato che si trattava di un volo militare sul quale viaggiavano otto persone.

## Le indagini
Il Ministero delle Forze Armate Rivoluzionarie ha istituito una commissione per indagare sull'incidente.